# Fabrizio Acanfora
Fabrizio Acanfora (Napoli, 1975) è uno scrittore, blogger e attivista italiano, conosciuto per la sua attività di divulgazione scientifica riguardante lo spettro autistico.

## Biografia
Fabrizio Acanfora si appassiona alla musica già da bambino, e sempre fin da bambino si è sempre ritrovato a sperimentare l'incapacità di comprendere il mondo esterno e le sue regole sociali, venendo considerato da familiari ed amici strano ed eccentrico. Nel 1990 quando aveva 15 anni venne portato per la prima volta da uno psichiatra; a quei tempi però l'autismo era solo quello associato ai deficit cognitivi, motori e del linguaggio, e pertanto non gli venne diagnosticata nessuna condizione particolare. Durante questo periodo ebbe modo di subire episodi di bullismo. Acanfora si è sempre interessato alla ricerca scientifica fin da adolescente.
Fabrizio Acanfora è stato costruttore di clavicembali per oltre 15 anni. Con i suoi studi scientifici da autodidatta ha sviluppato profonde conoscenze nel campo della psicologia e delle neuroscienze. Dal 2003 al 2009 ha vissuto nei Paesi Bassi, ad Amsterdam, e nel 2010 si trasferisce in Spagna, nella città di Barcellona. Nel 2014, a seguito di un periodo di difficoltà psicologica dovuta alla sua difficoltà nell'adattarsi agli ambienti sociali da lui frequentati (in particolar modo l'ambiente universitario), all'età di trentanove anni gli viene diagnosticata ufficialmente la sindrome di Asperger, all'epoca non più considerata come una condizione a sé stante ma ormai sottesa nello spettro autistico.
Tale diagnosi tardiva (la sindrome di Asperger e i disturbi dello spettro autistico vengono solitamente diagnosticati entro i dodici anni di età) lo porta ad intraprendere l'attività di divulgatore e attivista nel campo dell'autismo. Dal 2016 collabora con l'Istituto Catalano di Musicoterapia, contribuendo a sviluppare strategie che utilizzino la musica come veicolo per migliorare la vita delle persone con autismo. La sua figura di attivista e divulgatore inizia a diventare maggiormente nota in seguito alla pubblicazione nel 2018 del suo saggio autobiografico Eccentrico. Autismo e Asperger in un saggio autobiografico. Tale pubblicazione gli vale, nel dicembre 2019, il Premio nazionale di divulgazione scientifica. La decisione di scrivere un'autobiografia nasce dal fatto che, a suo dire, nel panorama italiano l'informazione e la divulgazione sull'autismo vengono solo da chi questa condizione non la vive in prima persona. Infatti, al pari di altri attivisti del settore - come Temple Grandin - Fabrizio Acanfora parla dei problemi degli autistici raccontandoli dal punto di vista di un autistico sostenendo la convivenza delle differenze come alternativa all'inclusione.
Il concetto di convivenza delle differenze che caratterizzano la diversità umana, ideale paritario e basato sulla reciprocità e il rispetto mutuo, espresso per la prima volta da Acanfora nel saggio del 2020 La diversità è negli occhi di chi guarda, e successivamente sviluppato e ampliato nei libri In altre parole. Dizionario minimo di diversità e Di pari passo. Il lavoro oltre l’idea di inclusione, viene proposto come alternativa al concetto classico di inclusione. Nei suoi scritti l’autore definisce infatti l’inclusione un processo paternalistico fondato sullo squilibrio di potere che vede la maggioranza prima di tutto in diritto di escludere e poi, con un gesto caritatevole, di includere le minoranze stabilendo arbitrariamente le condizioni dell’inclusione.
Dopo la pubblicazione del suo libro prosegue l'attività di divulgazione e self-advocacy tramite il suo blog. È coordinatore del master in musicoterapia all’Università di Barcellona. La stessa università dove nel periodo immediatamente successivo al suo trasferimento in Spagna tentò, fallendo a causa delle sue difficoltà sociali, di studiarvi egli stesso.

## Opere
- I racconti di Barcellona, Officine Editoriali, 2015, ISBN 1523255528.
- Eccentrico. Autismo e Asperger in un saggio autobiografico, Effequ, 2018, ISBN 8898837518.
- La diversità è negli occhi di chi guarda: superare il concetto di inclusione della diversità sul lavoro (PDF), 2020.
- In altre parole. Dizionario minimo di diversità, Effequ, 2021, ISBN 9791280263025.
- Di pari passo. Il lavoro oltre l'idea di inclusione, LUISS University Press, 2022 ISBN 8861057934
- L'errore. Storia anomala della normalità, LUISS University Press, 2024 ISBN 8861059848

## Riconoscimenti
Premio Nazionale di Divulgazione Scientifica
- 2019 - per Eccentrico. Autismo e Asperger in un saggio autobiografico[17]